# Croton schimperianus
Croton schimperianus är en törelväxtart som beskrevs av Johannes Müller Argoviensis. Croton schimperianus ingår i släktet Croton och familjen törelväxter. Inga underarter finns listade i Catalogue of Life.